# Chōjun Miyagi
Chojun Miyagi (Naha, Okinawa, 25 de abril de 1888 - 8 de octubre de 1953) fue un maestro de kárate, creador de la escuela Goju Ryu.

## Infancia

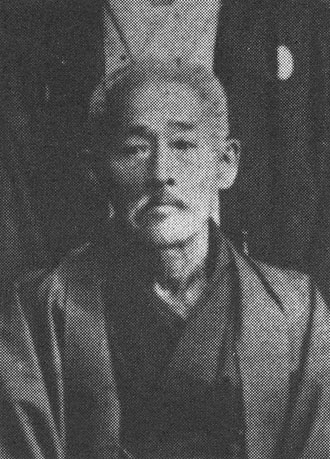
Kanryo Higaonna, maestro de Miyagi.

Cuando tenía tres años, Chojun Miyagi fue adoptado por un hombre que lo nombró su heredero. Sus padres adoptivos era unos comerciantes ricos. Al ser una persona con bastante dinero, decidió dedicar su vida por entero al estudio de las artes marciales. Se dice que Chojun era de salud delicada, por lo que  su abuelo pensó que el Karate podría darle vigor, así que le llevó al Maestro Kanryo Higaonna cuando tenía 14 años. Estudió bajo la tutela de Higaonna durante 13 años hasta que éste murió. Después viajó a China buscando al maestro Ryu Ryuko, con el que había estudiado Higaonna. No pudo encontrarle, así que se dedicó a aprender algunas de las artes locales de la provincia China de Fujian. Fue de aquí de donde aprendió el kata Rokkishu, a partir del cual creó el kata Tensho.

## Goju Ryu
En 1921 fue elegido para representar al Naha-Te en una presentación ante el príncipe del trono del crisantemo Hirohito, dejando impresionados a los visitantes japoneses. Intuyendo el futuro de las artes de Okinawa, organiza en 1926 el "Club de Investigación sobre el Karate", convocando a los maestros: Chomo Hanashiro (Shuri-Te / Shorin Ryu), Kenwa Mabuni (Shito-Ryu) y Choyu Motobu, con los que trabaja durante tres años en perfeccionar los aspectos básicos, katas, entrenamiento físico y filosofía de su Karate. En 1929 es invitado a Japón a una convención de todas las artes marciales japonesas. 
En 1930 se dio el nombre formal al estilo. Go significa "duro", y Ju significa "suave". Dado que el estilo era una combinación de estos conceptos recibió el nombre de "Goju Ryu". En 1933 fue registrado oficialmente con ese nombre en la Dai Nihon Butokukai (Asociación Japonesa de Artes Marciales), reconocido desde entonces oficialmente como un arte marcial japonés. Al mismo tiempo Miyagi recibe el título honorífico de Kyoshi. Ese mismo año presenta un artículo titulado "Fundamentos del Karate-Do". Al año siguiente es nombrado director de la sección de Okinawa de la Butoku-Kai. En 1936 vuelve a China para continuar sus estudios, esta vez en Shanghái. A su regreso crea los katas Gekisai Dai Ichi y Gekisai Dai Ni, en colaboración con el maestro Shōshin Nagamine del estilo Shorin Ryu, con el fin de preservar y caracterizar a los estilos de karate de Okinawa, diferenciándolos de los estilos japoneses, para ser enseñados en las escuelas primarias de la isla.

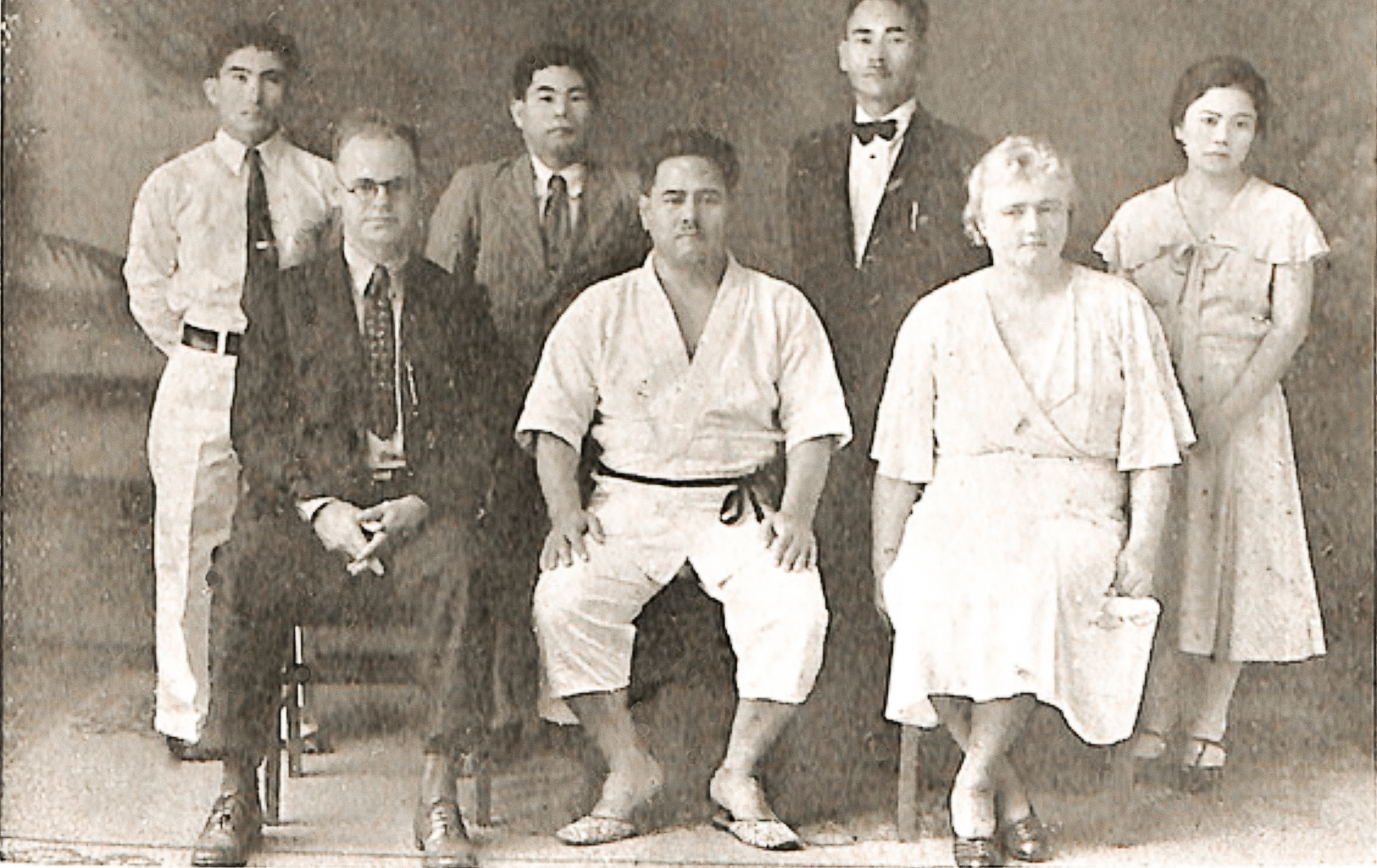
Miyagi Chojun en Hawaii (1934 o 35)

## Segunda Guerra Mundial
Tras la Segunda Guerra Mundial (1939-1945), ocurrió la ocupación de Okinawa por las fuerzas aliadas (EE. UU) este fue un período turbulento para el arte del Karate. Entre los muchos fallecidos se incluía uno de los hijos de Miyagi, y su estudiante más avanzado, Jinan Shinzato. Hubo un período en el que se olvidó el entrenamiento, mientras se reconstruía el país tras la guerra. En 1946 Miyagi es nombrado director de la Asociación Civil de Okinawa de Educación Física y reanuda la práctica de las artes marciales, enseñando en la Academia de Policía y en un Dojo particular, conocido como "El Jardín", debido a que era el propio jardín de su casa.

## Fallecimiento
Chojun Miyagi murió el 8 de octubre de 1953 a la edad de 65 años. Miyagi dedicó toda su vida al Karate de Okinawa. No sólo dio a conocer el hasta entonces misterioso método de lucha proveniente de una isla del Japón, sino que además lo desarrolló hasta convertirlo en un complejo arte marcial.

## En la cultura popular
El personaje del Señor Miyagi, de la película Karate Kid, está inspirado en Chojun Miyagi, de quien toma el apellido. 